# Exoteleia anomala
Exoteleia anomala är en fjärilsart som beskrevs av Ronald W. Hodges 1985. Exoteleia anomala ingår i släktet Exoteleia och familjen stävmalar. Inga underarter finns listade i Catalogue of Life.